# Juraments del sobirà de la Corona d'Aragó
Els Juraments del sobirà de la Corona d'Aragó eren els juraments que al llarg de les edats medieval i moderna, els reis d'Aragó havien de jurar a cada estat de la corona d'Aragó l'obediència de les lleis fonamentals respectives per tal de ser acceptats i coronats com a successors.

## Antecedents
L'any 1230, el rei Jaume I d'Aragó el Conqueridor s'havia compromès a no segregar mai Mallorca de la corona d'Aragó, d'acord amb la carta de franquesa de Mallorca. Però, en la revisió de la carta de l'any 1257, es va llevar aquest capítol. El jurament per les Illes fou el retorn a la situació inicial. El jurament per les Illes tenia com a antecedent el jurament del successor instituït per Jaume II el 1319 i en virtut del qual el successor havia de jurar la indissoluble «Unió» del Regne d'Aragó, el Regne de València i el Principat de Catalunya.

## Context i concepció
El jurament per les Illes fou el resultat d'un acord entre Pere el Cerimoniós i les universitats de les ciutats i viles reials de Catalunya, Aragó i València abans de l'expedició sobre Mallorca (4 de les calendes d'abril del 1344). Aquest acord es llegí també aquell mateix any després de la campanya del Rosselló, a Perpinyà, i a la Cerdanya, a Puigcerdà.

## Jurament
D'acord amb el jurament de la «Unió» establert el 1319 per Jaume II d'Aragó, el successor a la corona d'Aragó jurava observar els capítols de corts i ordinacions de les Corts Generals de Catalunya, la unió dels regnes d'Aragó, València i comtat de Barcelona, amb l'afegit incorporat per Pere el Cerimoniós de la unió del Regne de Mallorques i territoris adjacents, i finalment la confirmació de les constitucions de Catalunya. Un document del segle xv ens descriu el jurament que havia de fer el successor a la corona:
| « | Lo jurament que lo senyor rey fa en lo seu palau reyal a los vassalls. Subsegüentment vengut lo die de la dita assignacio lo dit senyor en la sala maior del palau reyal de la dita ciutat de Barchinona per virtut del dit privilegi a aquella otorgat e per la bona praticha e custuma per los dits reys passats observada presents tots los dits convocats fara e prestara iurament sobre la creu e los sancts quatre evangelis de observar les coses següents: Ço es la carta de la venda del bovatge e tots los statuts capitols e ordinacions de les Corts generals de Cathalunya. E mes tots e sengles privilegis e gracias axi generalment com special atorgades. E mes la unio dels regnes d'Arago, Valencia e Comtat de Barchinona. E mes la unio del regne de Mallorques e illes a aquell adiacents e dels Comdats de Rosello e Serdanya de Conflent e Vallespir e vizcondado de Orladesi y Carlades y ab los dits regnes. E mes la confirmacio de totes les constitucions de Cathalunya axi del rey en Jaume com d'altres Reys. | » |

## Ampliació
Pere III el Cerimoniós manà que els seus successors, en jurar les Constitucions catalanes, fessin també el jurament per les Illes. Aquest jurament el feia el rei, o el seu representant, girat cap a les Balears. El fet que el jurament es prestés a Barcelona indicava l'especial relació entre les Balears i el Principat de Catalunya, no discutida mai pel Regne d'Aragó ni pel Regne de València. Finalment, el 1365, el rei atorgà el privilegi de Sant Feliu de Guíxols (1365) en virtut del qual s'atorgava als habitants del Regne de Mallorca la condició de catalans, el gaudi dels oficis i dels beneficis del Principat de Catalunya, el dret a participar en les Corts catalanes, i a tenir com a pròpies les Constitucions catalanes, els privilegis, i els Usatges de Barcelona.

## Conseqüències i extinció
El Tractat dels Pirineus significà una vulneració del jurament per les Illes en cedir els territoris de la Catalunya Nord i separar-los així de la resta dels territoris.
El jurament per les Illes i el pacte precedent de Pere III amb les viles reials fou adduït per la Junta de Braços per a denunciar el tractat d'Utrecht i resistir amb les armes l'ocupació de Felip V de Borbó, ja que es pensava que, amb aquest tractat, la Gran Bretanya ocuparia les Balears, com de fet ocupà Menorca. Aquest acord de la Junta de Braços fou comunicat a Mallorca. El jurament per les Illes s'interrompé a partir dels Decrets de Nova Planta.